# Sabouri-Natenga
Ne doit pas être confondu avec Soubeira-Natenga.
Pour les articles homonymes, voir Sabouri (homonymie) et Natenga (homonymie).
Sabouri-Natenga est une localité située dans le département de Korsimoro de la province du Sanmatenga dans la région Centre-Nord au Burkina Faso.

## Géographie
Sabouri-Natenga est situé à 9 km au sud de Korsimoro, le chef-lieu du département, et à 50 km au sud de Kaya, la principale ville de la région. Le village est à 9 km à l'est de la route nationale 3 reliant Korsimoro à Ziniaré.
Sabouri-Natenga forme un ensemble de communauté de villages avec Sabouri-Nakoara, Sabouri-Sonkin et Ouidin situés à proximité. Le village regroupe également administrativement celui de Pissiga.

## Éducation et santé
Sabouri-Natenga accueille un centre de santé et de promotion sociale (CSPS) tandis que le centre hospitalier régional (CHR) se trouve à Kaya.
Le village possède une école primaire publique ainsi que l'un des collèges d'enseignement général (CEG) du département.